# Піщані акули
Піщані акули (Odontaspididae) — родина акул ряду Ламноподібні. Має 2 роди та 4 види. Назва цієї тварини походить від давньогрецьких ὀδούς / odoús («зуб») і ἀσπίς / aspís («щит»).

## Опис
Загальна довжина представників цієї родини коливаються від 2,5 до 4 м та максимальної ваги до 200 кг. Має невеликі очі. Мигальна перетинка відсутня. Зяброві щілини знаходяться перед основою грудних плавців. Зуби довгі, голчасті, великі, пилкоподібні, з гладенькими краями та додатковими верхівками в основі. Основа першого спинного плавця розташовано над черевними плавцями або перед ними. Другий спинний плавець більше за перший.
Забарвлення цих акул коричневе з різними відтінками. На спині присутні темні мітки.

## Спосіб життя
Полюбляють теплі води, глибини від 20 до 200 м. Часто тримаються мілини, біля берегу, де є піщаний ґрунт. Активні вночі. Звідси походить назва цих акул. Можуть утворювати групи. Живляться дрібними рибами, ракоподібними та головоногими молюсками. Ці акули здатні ковтати повітря над поверхнею і вбирати повітря в шлунку. Це дозволяє їм ставати плавучими і підбиратися до їх здобичі практично нерухомо.
Це яйцеживородні акули. Після 8-12 місяців вагітності народжується до 2 акуленят.
Тривалість життя сягає 7 років.

## Роди та види
- Рід Carcharias  Rafinesque, 1810
  - Carcharias taurus  Rafinesque, 1810
  - Carcharias tricuspidatus  Day, 1878
- Рід Odontaspis  Agassiz 1838
  - Odontaspis ferox  (Risso, 1810)
  - Odontaspis noronhai  (Maul, 1955)

## Розповсюдження
Мешкають в Атлантичному, Індійському та Тихому океані, окрім східної його частини. Доволі часта у Середземному та Адріатичному морях.